# Rdza bobiku

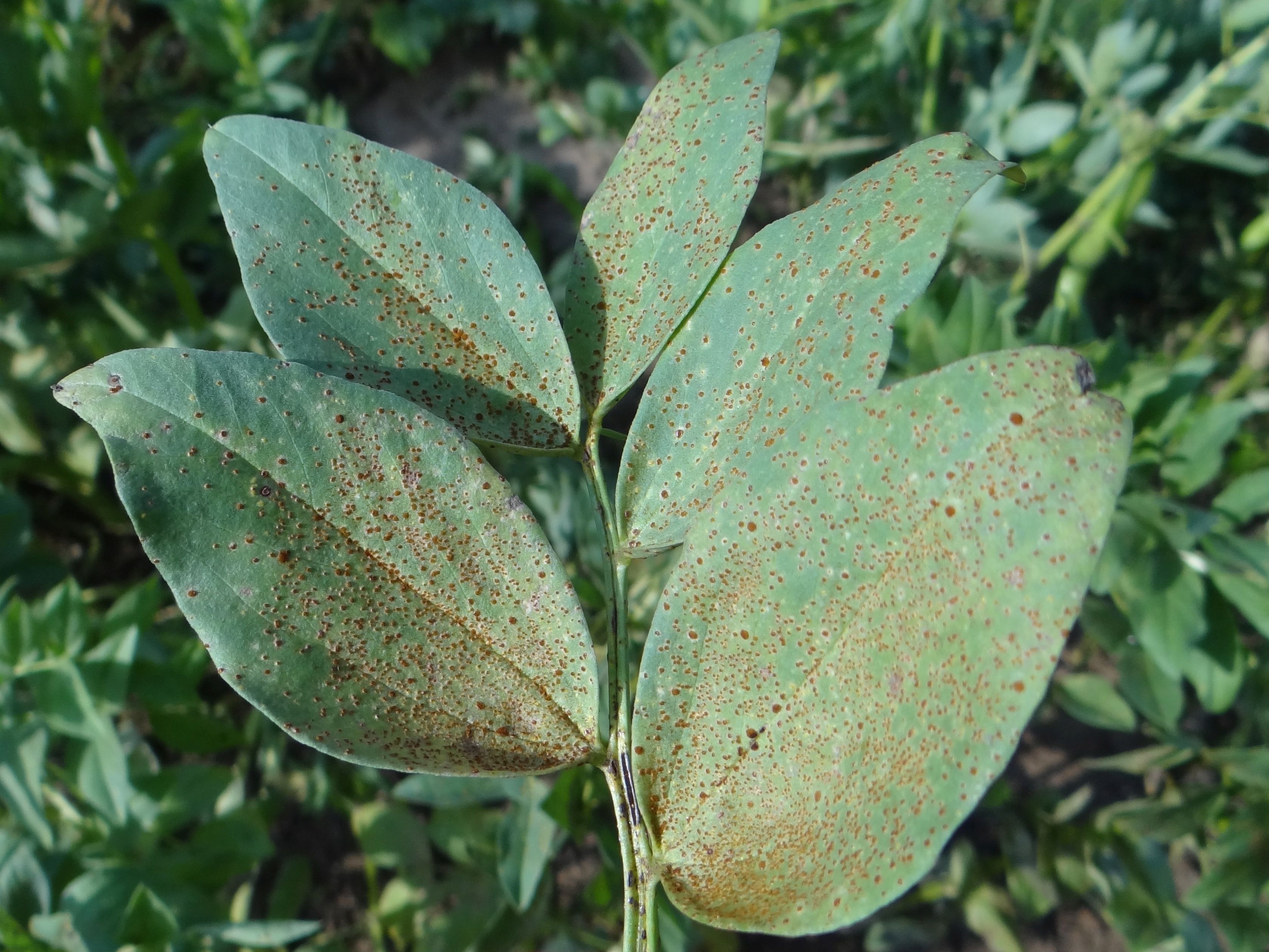
Objawy na liściu bobu

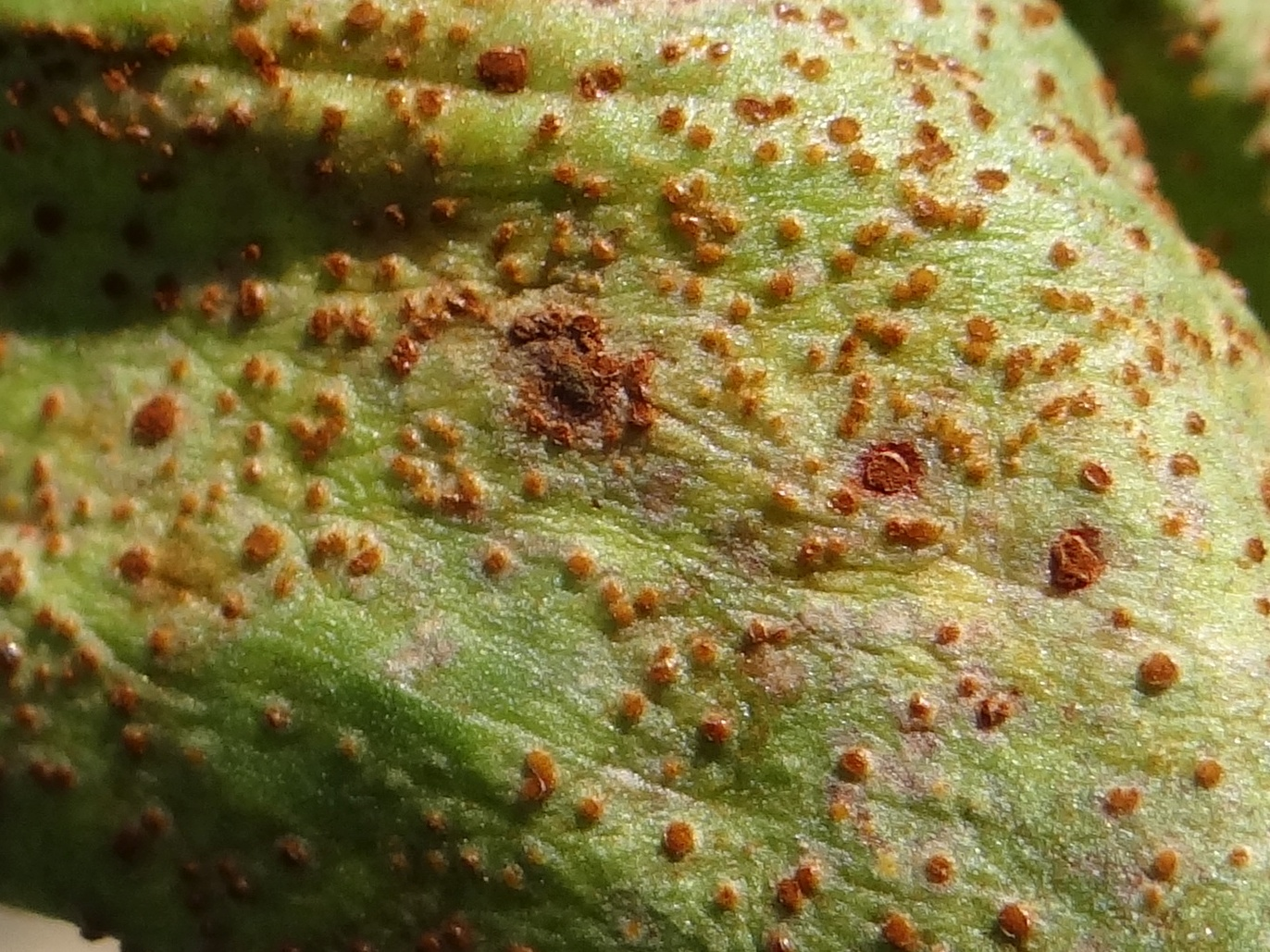
Owocniki na liściach bobu

Rdza bobiku lub  rdza bobu – grzybowa choroba roślin wywołana przez Uromyces viciae-fabae. Atakuje głównie bób i bobik.

## Występowanie i szkodliwość
Uromyces viciae-fabae pasożytuje na roślinach należących do rodzajów groszek, fasola, wyka i soczewica. W Polsce na bobiku występuje często, zwykle jednak dość późno, wskutek czego nie powoduje większych strat. Na plantacjach bobu czasami powoduje jednak silne porażenie liści, wskutek czego przedwcześnie opadają. Porażone rośliny co prawda nieco wcześniej dojrzewają, ale plon jest mniejszy. Nasiona z porażonych plantacji nie nadają się do siewu.

## Objawy
Na bobiku wyraźne objawy pojawiają się czasami już w połowie lipca, zazwyczaj jednak dopiero w sierpniu. Mają postać rdzawych, wypukłych skupisk zarodników na obydwu stronach liści. Są to uredinia wytwarzające urediniospory. Uredinia powstają pod powierzchnią skórki, ale podczas dojrzewania skórka liścia nad nimi pęka, odsłaniając ich pyląca zawartość. Uredinia ułożone są bezładnie, lub tworzą pierścienie. Przy silnym porażeniu mogą zajmować całą powierzchnię liści. Tak porażone liście żółkną, więdną i zasychają. Nieco później na liściach, ogonkach liściowych i łodygach powstają zazwyczaj podłużne, ciemnobrunatne telia wytwarzające teliospory będące formami przetrwalnikowymi. Również tworzone są pod skórką liścia, która jednak wkrótce nad nimi pęka.
Na bobie objawy są takie same. Uredinia mają średnicę 0,5–1 mm.

## Epidemiologia
Uromyces viciae-fabae jest rdzą jednodomową, tzn. cały cykl życiowy odbywa na jednym żywicielu. Jest rdzą pełnocyklową, tzn, że wytwarza wszystkie typowe dla rdzowców rodzaje zarodników. Zimuje w glebie na resztkach porażonych roślin grzybnia i teliospory. Wiosną rozwijają się z nich płciowo wytwarzane bazydiospory, które są źródłem infekcji pierwotnej. Na liściach porażonych roślin powstają z nich spermogonia i ecja, później uredinia i teliospory.

## Zwalczanie
Ogranicza się rozwój choroby przez przyorywanie resztek pożniwnych, stosowanie kilkuletnich przerw w uprawie na tym samym polu roślin porażanych przez rdzę bobiku (płodozmian) oraz silne nawożenie nawozami potasowymi. Profilaktycznie opryskuje się fungicydami zawierającymi mankozeb.